# Citronella
Citronella — рід дерев і чагарників родини Cardiopteridaceae, описаний як окремий таксон у 1832 році. Представники роду походять із тропічних регіонів Південної та Центральної Америки, островів Південно-Східної Азії, Австралії та західної частини Тихого океану. Він включає 30 описаних видів, і з них лише 22 визнані. Історично рід Citronella відносили до родини Icacinaceae, однак згодом його класифікацію переглянули.

## Опис
Це дерева та чагарники, гілки іноді скадні. Листя шкірясте або майже перетинчасте, цільне, жилки дугоподібні та анастомозуючі. Суцвіття — кінцеві, пазушні, позапазушні або надпазушні, волотистої форми.
Квітки досконалі або полігамні. Пелюстки — вільні, м'ясисті, з загнутими верхівками та виразною центральною жилкою. Чашечка з м'ясистим, стійким диском. Тичинки — вільні, з м'ясистими нитками. Плід — м'ясиста кістянка.

## Вирощування
Лише декілька видів цього роду були введені в культуру. Найвідомішим є Citronella mucronata з Чилі, який вирізняється відносною холодостійкістю в межах роду. Завдяки цій властивості C. mucronata був інтродукований до Європи і став популярним серед ботанічних садів і колекціонерів декоративних рослин.

## Таксономія
Рід Citronella був описаний британським ботаніком Девідом Доном і опублікований у «Edinburgh New Philosophical Journal», том 13, стор. 243, у 1832 році. Типовим видом роду є Citronella mucronata (Ruiz & Pav.) D.Don.

## Види
1. Citronella apogon — Болівія, північний захід Аргентини
2. Citronella costarricensis — Колумбія, Коста-Рика, Панама, Перу, Венесуела
3. Citronella engleriana — Ріо-де-Жанейро (Бразилія)
4. Citronella gongonha — Бразилія, Парагвай, Уругвай, північний схід Аргентини
5. Citronella incarum — Колумбія, Еквадор, Перу
6. Citronella latifolia — Самар (Філіппіни)
7. Citronella lucidula — Соломонові острови
8. Citronella macrocarpa — Нова Каледонія
9. Citronella melliodora — Болівія, Колумбія, Еквадор, Перу
10. Citronella moorei — Квінсленд
11. Citronella mucronata — Чилі
12. Citronella paniculata — Бразилія, Парагвай, Венесуела, провінція Місьйонес (Аргентина)
13. Citronella philippinensis — Лусон
14. Citronella samoensis — Соломонові острови, Самоа, Тонга
15. Citronella sarmentosa — Нова Каледонія
16. Citronella silvatica — Колумбія
17. Citronella smythii — Квінсленд
18. Citronella suaveolens — Індонезія, Нова Гвінея
19. Citronella vitiensis — острови Фіджі